# Durga

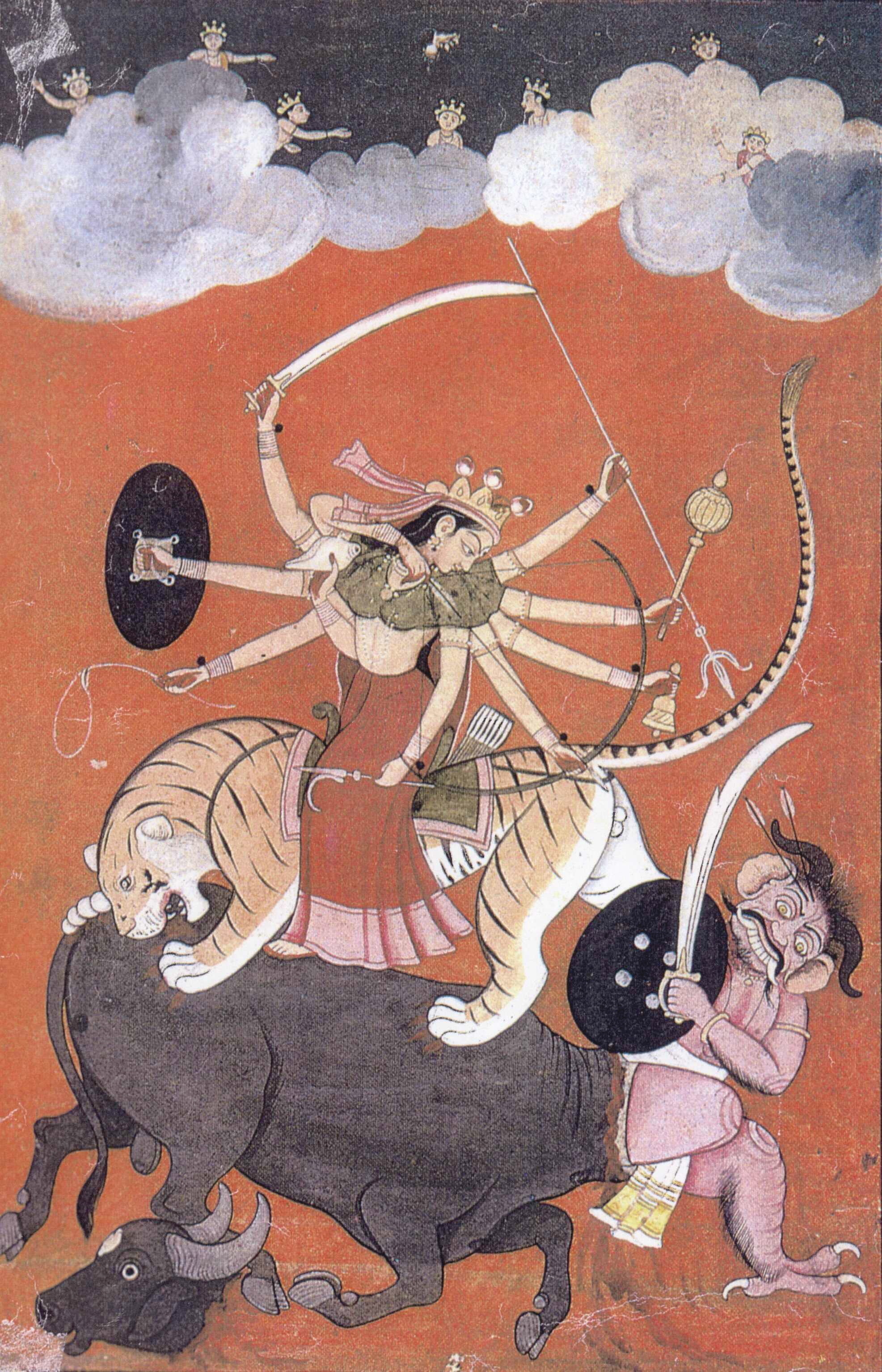
Durga

Durga (Sanskrit: दुर्गा, IAST: Durgā) även kallad Adi Parashakti och Ta’ra är stridens och krigets gudinna i hinduismen. Hon står för det godas kamp (Dharma) mot det onda och är de förtrycktas moderliga beskyddare.  
Durga framträder först i eposet Devi-Mahatmyam från cirka 1000 f.Kr. Där beskrivs hur hon besegrar en serie av manliga demoner, som de manliga gudarna inte kan besegra. Efter sin seger hyllas hon av de manliga gudarna som den högsta guden. Hon avbildas oftast ridande på en tiger eller ett lejon, med flera beväpnade händer och i triumf efter att ha besegrat buffeldemonen Mahishasura. 
Liksom övriga hinduiska gudinnor ses Durga i grunden som en aspekt av en enda gudinna, Devi. Durga är den krigiska formen av Parvati, och Kali är i sin tur den dödliga formen av Durga. I Devi-Mahatmyam beskrivs hur dödsgudinnan Kali emanerar från Durga under kampens gång. Navadurga är namnet på de nio aspekterna av Durga. 
Durga är en av de mest dyrkade gudarna inom hinduismen idag, och hennes tempel återfinns på många ställen i Indien. Hon är särskilt populär i Östra Indien och Nepal. Hon firas efter vår och höstskörden, särskilt under festivalen Navratri. 
Inom den gudinnecentrerade shaktismen är Durga särskilt viktig; hon kallas i Devi Mahatmya för Durgā Saptashatī och Chandi patha och hyllas som skaparen och Brahman.